# جيمس كولير
جيمس كولير (بالإنجليزية: James William Collier)‏ هو محامي وسياسي أمريكي، ولد في 28 سبتمبر 1872 في فيكسبيرغ في الولايات المتحدة، وتوفي في 28 سبتمبر 1933. حزبياً، نشط في الحزب الديمقراطي. وقد انتخب عضو مجلس النواب الأمريكي.